# Pablo Armero
Pablo Estifer Armero, né le 2 novembre 1986 à Tumaco (Colombie), est un footballeur international colombien, évoluant au poste de latéral gauche avec le club colombien de l'América de Cali. Au cours de sa carrière, il évolue à Palmeiras, à l'Udinese et au SSC Naples ainsi qu'en équipe de Colombie.

## Biographie
Le 9 janvier 2013, il est prêté avec option d'achat pour le reste de la saison au SSC Naples. Il y est transféré définitivement en juin. En janvier 2014, il est prêté à West Ham United.
Le 20 juin 2014, il retourne l'Udinese dans le cadre d'un transfert définitif.
Le 11 août 2014, il est prêté une saison à l'AC Milan. En avril 2015, il est prêté jusqu'en décembre à Flamengo.
En 2017, il rejoint le club brésilien de Bahia.
En 2018, il retourne en Colombie dans le club de ses débuts, l'América de Cali.

## Carrière
- 2004-2009 :  América de Cali
- 2009-2010 :  Palmeiras
- 2010-2013 :  Udinese
  - jan. 2013-2013 :  SSC Naples (prêt)
- 2013-2014 :  SSC Naples
  - jan. 2014-2014 :  West Ham United (prêt)
- 2014-2017 :  Udinese
  - 2014-avr. 2015 :  AC Milan (prêt)
  - depuis avr. 2015 :  Flamengo (prêt)[2],[3]
- 2017 :  Esporte Clube Bahia
- 2018 :  América de Cali
- 2019 :  Centro Sportivo Alagoano
- 2019 :  Guarani

## Palmarès

### En équipe nationale
- 64 sélections et 2 buts avec l'équipe de Colombie depuis 2008

### Avec l'América Cali
- Vainqueur du Championnat de Colombie en 2008 (Tournoi de clôture)

### Avec Bahia
- Vainqueur de la Copa do Nordeste en 2017